# Јорк Хамлет (Њујорк)
Јорк Хамлет (енгл. York Hamlet) насељено је место без административног статуса у америчкој савезној држави Њујорк.

## Демографија
По попису из 2010. године број становника је 544.
| Група             | 2000.    | 2010.       |
| Белци             | 0 (0,0%) | 514 (94,5%) |
| Афроамериканци    | 0 (0,0%) | 1 (0,2%)    |
| Азијати           | 0 (0,0%) | 8 (1,5%)    |
| Хиспаноамериканци | 0 (0,0%) | 5 (0,9%)    |
| Укупно            | 0        | 544         |